# Páramo montano de África oriental
El páramo montano de África oriental es una ecorregión de la ecozona afrotropical, definida por WWF, que ocupa varios enclaves de alta montaña en el este de Uganda, sur de Kenia y norte de Tanzania.
Forma parte de la región denominada Páramos de África oriental, incluida en la lista Global 200.

## Descripción
Es una ecorregión de pradera de montaña que ocupa 3.300 kilómetros cuadrados en varios enclaves de alta montaña: el monte Elgon en Uganda, el monte Kenia en Kenia y los montes Meru y Kilimanjaro en Tanzania. Se sitúa a mayor altitud que la selva montana de África oriental.

## Estado de conservación
Relativamente estable/Intacto.